# Microcaetiscus
Microcaetiscus is een geslacht van vliesvleugeligen uit de familie Trichogrammatidae. De wetenschappelijke naam van dit geslacht is voor het eerst geldig gepubliceerd in 1946 door Ghesquière.

## Soorten
Het geslacht Microcaetiscus is monotypisch en omvat slechts de volgende soort:
- Microcaetiscus formidolosus (Meunier, 1906)